# Scytodes reticulata
Scytodes reticulata är en spindelart som beskrevs av Jean-François Jézéquel 1964. Scytodes reticulata ingår i släktet Scytodes och familjen spottspindlar.
Artens utbredningsområde är Elfenbenskusten. Inga underarter finns listade i Catalogue of Life.